# Agda Rössel
Agda Viola Rössel, född Jäderström den 4 november 1910 i Gällivare i Norrbottens län, död 27 maj 2001 i Maria Magdalena församling, Stockholm, var en svensk ambassadör och politiker (socialdemokrat). Rössel var världens första kvinnliga FN-ambassadör i New York.

## Biografi
Rössel växte upp vid Kilvo station i Gällivare församling som dotter till järnvägstjänstemannen Emil Jäderström och Nina Lindström. Hon var åren 1943–1951 gift med författaren James Rössel (1912–1998).
Efter att ha blivit diplomerad förvaltningssocionom från Socialinstitutet i Stockholm 1939 fick Agda Rössel anställning som personalkonsulent. 1941 blev hon ombudsman för Kvinnliga telefontjänstemannaföreningen, och därefter beredskapskonsulent vid Stockholms arbetarenämnd och vid arbetsmarknadsstyrelsen. 1948 utsågs hon till byråinspektör, och 1957–1958 till förste byråinspektör. Vid sidan av den ordinarie tjänsten var Agda Rössel ordförande i YSF 1948–1952, avdelningschef för Rädda Barnens internationella hjälpverksamhet 1948–1951, vice president för International Federation of Business and Professional Women 1950–1956 och dess ordförande 1954–1956, samt ledamot för Sveriges delegation i FN:s kommission för de mänskliga rättigheterna 1951–1953 och för kvinnans rättsliga ställning 1954. Därtill var hon verksam vid FN:s generalförsamling 1952 och 1954.
År 1958 blev Agda Rössel Sveriges FN-ambassadör efter Gunnar Jarring, vilket hon förblev till 1964 då Sverker Åström efterträdde henne. Hon blev handplockad av Östen Undén till den tjänsten, något oväntat då hon inte var yrkesdiplomat, och blev därmed den första kvinnan permanent placerad på en chefsposition i FN. Hon hade dock stor erfarenhet av FN och andra internationella organisationer. Under tiden som FN-ambassadör verkade Agda Rössel bland annat för avskaffat dödsstraff och mot kvinnlig omskärelse. Efter tiden i FN utsågs hon till ambassadör i Belgrad (1964–1969), i Prag (1969–1973) och därefter i Aten (1973–1976).
Agda Rössel spelade en av huvudrollerna i den så kallade Wedénaffären 1968, då ett hemligstämplat brev hon skrivit om Sven Wedén var upptakten till dramat. Detta offentliggjordes av Carl Bildt 1994. Rössel är begravd på Norra begravningsplatsen utanför Stockholm.